# El Molar (Madrid)
|  | Pel municipi català, vegeu El Molar |

El Molar és un municipi de la Comunitat de Madrid.